# 男性対女性
『男性対女性』（だんせいたいじょせい）は、1936年（昭和11年）8月29日公開の日本映画である。松竹キネマ製作・配給。監督は島津保次郎。モノクロ、スタンダード、134分。
1936年（昭和11年）1月に落成された松竹大船撮影所の建設記念映画で、オールキャストで製作された。松竹歌劇団の水の江瀧子らが特別出演している。

## スタッフ
- 監督：島津保次郎
- 原作脚色：池田忠雄、猪俣勝人、津路嘉郎
- 学術指導：鳥居龍造
- 撮影編集：水谷至宏
- 音楽監督：早乙女光
- 美術監督：金須孝
- 録音：土橋武夫
- 振付：執行正俊
- 装置：三林亮太郎

## キャスト
- 渥見恭平：藤野秀夫
- 渥見行雄：佐分利信
- 渥見哲也：上原謙
- 藤村市造：水島亮太郎
- 藤村静子：吉川満子
- 藤村時子：田中絹代
- 藤村滋：磯野秋雄
- 津田美代子：桑野通子
- 津田園：飯田蝶子
- 山城庄太郎：河村黎吉
- 清瀬支店長：岩田祐吉
- 水上平吉：野寺正一
- 水上菊江：大塚君代
- 岡倉彦馬：上山草人
- 岡倉清彦：斎藤達雄
- 執事篠崎：新井淳
- 渥見商会社員：武田春郎、奈良真養、石山隆嗣、山内光
- 時子の友秋子：高杉早苗
- 牧場の男達：坂本武、小倉繁
- 婦人教風会幹事：岡村文子、青木しのぶ、雲井つる子
- 上海のレヴューガール：小桜葉子、東山光子、築地まゆみ
- 上海社員：河原侃二、西村青児
- 演出助手：小林十九二
- 谷麗光
- 仲英之助
- 小藤田正一
- 坪内美子
- 浪花友子
- 高松栄子
- 青山万里子
- 二葉かほる
- 香取千代子
- 忍節子
- 森川まさみ
- 特別出演：水の江滝子、オリエ津阪、長門美千代、井草鈴子
- 松竹少女歌劇団
- パラマウント・ショウ
- ハレル・アンド・ロバート
- ジョウ・フォレン